# Ariarathes VIII của Cappadocia
Ariarathes VIII Epiphanes (tiếng Hy Lạp: Ἀριαράθης Ἐπιφανής, Ariaráthēs Epiphanes; trị vì khoảng 101- 96 TCN và 95 TCN),là vua của Cappadocia,và là con trai thứ hai của vua Ariarathes VI và vợ là Laodice.Ông được tôn lên ngôi sau khi tầng lớp quý tộc Cappadocia nổi dậy chống lại vua Mithridates VI của Pontus và con trai ông, vua bù nhìn Ariarathes IX. Nhưng ông nhanh chóng bị đuổi ra khỏi vương quốc bởi Mithridates, và ngay sau đó qua đời bởi nguyên nhân tự nhiên.Sau cái chết của hai người con của Ariarathes VI, gia đình hoàng tộc bị diệt vong.Mithridates đã phục hồi lại ngai vàng cho người con riêng của ông, Ariarathes,người mới chỉ 8 tuổi.Nicomedes đã gửi một viên đại sứ đến Roma để phục hồi ngai vàng cho một chàng trai trẻ, người mạo danh được tuyên bố là con trai thứ ba của Ariarathes VI và Laodice. Mithridates cũng vậy, với sự vô liêm sỉ như thế, theo Justin, đã gửi một đại sứ đến Roma để khẳng định rằng người thiếu niên, người mà ông đã đặt lên ngai vàng, là hậu duệ của Ariarathes V, người đã ngã xuống trong cuộc chiến chống Aristonicus. Viện nguyên lão, tuy nhiên, không giao quyền tự quyết cho một trong hai vương quốc, nhưng lại cho phép sự lựa chọn cho người Cappadocians và, trong năm 95 trước Công nguyên, ra lệnh hạ bệ Ariarathes IX. Tuy vậy, họ mong muốn có một vị vua, người La Mã cho phép họ chọn người mà họ hài lòng, và sự lựa chọn của họ là Ariobarzanes I Philoromaios.